# Sandwich (Illinois)
Pour les articles homonymes, voir Sandwich (homonymie).
La ville de Sandwich est située dans les comtés de DeKalb, Kendall et LaSalle, dans l'État de l’Illinois, aux États-Unis. Sa population s’élevait à 7 421 habitants lors du recensement de 2010, estimée à 7 358 habitants en 2016.

## Source
- (en) Cet article est partiellement ou en totalité issu de l’article de Wikipédia en anglais intitulé « Sandwich, Illinois » (voir la liste des auteurs).